# عنکبوت‌های بزرگ‌پنجه
 عنکبوت‌های بزرگ‌پنجه (Gradungulidae) خانواده‌ای از عنکبوتها هستند که پاهای بسیار بلندی دارند.
این خانواده ۷ سرده و ۱۶ گونه را دربر می‌گیرد.
این نوع از عنکبوت‌ها تار گسترده‌ای می‌تنند که یک جایگاه عقب‌نشینی در سمت بالا دارد و تارهای آن به یک داربست از تارها متصل است. این داربست هم‌چنین محدوده به‌دام‌اندازی تارعنکبوت را که شکلی نردبامی دارد سرپا نگه می‌دارد. این نردبام به زمین چسبیده است.